# Den orale fase
Den orale fase  er en betegnelse brugt af Sigmund Freud i psykoanalysen om aldersperioden 0-18 måneder. Begrebet oral refererer til munden, og i den første fase af barnets liv er munden det centrale element. Den tidligste form for lyst og tilfredsstillelse knytter sig til mund, læber og tunge. I denne fase er barnet hjælpeløst og derfor afhængig af sin mors omsorg og pleje. Hvis barnet får hvad det har brug for, vil det lære, at verden er tryg og god. Men hvis barnet ikke får nok fysisk og psykisk omsorg vil det fikseres altså fastlåses i sine orale tilfredstillelsesformer og gennem livet hungre efter kærlighed.